# 平野ドレスメーカー専門学校
平野ドレスメーカー専門学校（ひらのドレスメーカーせんもんがっこう）は、学校法人新家学園が運営していた大阪市平野区にある専修学校。「ドレメ式」と呼ばれる洋裁技術者の養成学校である。

## 沿革
- 1953年（昭和28年） 大阪市役所に勤めていた新家和雄と新家笑子が創立[1]。設置認可を受ける。
- 1976年（昭和51年） 現校名に改称し専修学校となる
- 2013年（平成25年） 廃止及び学校法人新家学園解散[2]

## 学科
- 服飾専門課程
- 服飾高等課程

## 所在地
- 〒547-0043 大阪市平野区平野東1丁目5番13号

最寄り駅は、平野駅 (JR西日本)、平野駅 (Osaka Metro)